# Спутавање пацијената
Спутавање пацијента или обуздавање пацијената је један од облика ограничавања активности пацијената коришћењем механичких средстава (појасева, каишева, итд) ради сопствене безбедности или заштите других људи. Током спутавања пацијент се причвршћује у кревету у лежећем положају на леђима помоћу посебних каишева, тако да нема опасности да нанесе штету себи, болничкој опреми или другим особама. Спутавање или обуздавање пацијената најчешће се примењује у психијатријској хитној ситуацији, у којој постоји велики ризик од повреде агресивног пацијента  и често се доживљава као велики терет за оне који су у то укључени.
За спутавање пацијената могу се применити и медикаменти, као  врста имобилизације болесне особе засноване на седацији (смиривању).  

## Опште информације
Медицински и правно гледано, болнице би требало да представљају безбедна места како за пацијенте, тако и за здравствене раднике. Психијатријски пацијенти треба да буду лечени с поштовањем и достојанствено, и то на безбедан, хумани начин који поштује њихов избор и самоодређење. Одсуство насиља и злоупотреба, било особље над пацијентима, било међу самим пацијентима, представља минимални захтев.
Ипак, и поред тога, повремено се може догодити да је примена физичке силе против пацијента неизбежна како би се осигурала безбедност  самих пацијената и особље. 
Стварање и одржавање добрих животних услова за пацијенте, као и одговарајуће здравствене климе – што је примарни задатак запослених у болници – подразумева одсуство сваке агресије и насиља међу пацијентима и према особљу.
Из тог разлога од суштинског је значаја да особље буде на одговарајући начин обучено и да руководство буде способно да  на етички исправан начин регује на бројне проблеме на који могу да наиђу  код  узнемирених и/или насилних пацијента. У том смислу посебно је важно да се не пређе танка линија  која раздваја сразмерну физичку силу примењену ради контролисања пацијента од аката насиља. Ако се та линија пређе, то је често резултат неспремности и незнања  или неадекватне опремљености установе да се интервенише у контакту са узнемиреним и/или агресивним пацијентима, а не зле намере медицинског особља. Да би се то избегло надлежни у болничкој установи морају на време обезбедити одговарајућа средства спутавања и прописати мере и поступке да ли ће се и када таква средства применити и тиме спречити злоупотребе.  

## Предрадње
Пре но што се прибегне примени средстава за спутавање  са пацијентом би требало обавити разговор и пружити му прилику да објасни своје емоције. То може помоћи како самом пацијенту да проникене у своје понашање, тако и медицинском особљу да га боље схвати и разуме. 
Пре спутавања пацијент и здравствени радници заједнички могу покушати да изнађу алтернативна средства помоћу којих би пацијент успео сам себе да контролише и тиме највероватније спрече будуће испаде насиља и ново ограничавање слободе кретања.

## Када применити а када престати са спутавањем
Спутавање пацијента према општеприхваћеним ствовима може се применити само као последње средство (екстремна мера)  како би се спречила непосредна повреда или како би се спутавањем постигло смањење акутне узнемирености и/или насиља.  
Над пацијентима који су добровољно дошли у психијатријску установу спутавање се може применити само уколико на то пристану. Уколико се сматра да је примена средстава за спутавање код добровољног пацијента неопходна, а пацијент на то не пристане, онда треба преиспитати његов правни статус.
Када престане хитна ситуација која је довела до примене средстава за спутавање, пацијента би сместа требало ослободити, како спутавање не би  постало ништа друго до злостављање.
Ово је нездраво резоновање. За исправну примену средстава за обуздавање на ваљан начин и у одговарајућем окружењу потребно је више – а не мање – медицинског особља, будући да је за сваки случај ограничавања слободе кретања неопходно да по један здравствени радник непосредно, лично и стално обавља надзор над пацијентом. 

## Врсте спутавања пацијената

### Физичко спутавање и изолација
Физичко спутавање и изолација (закључавање) означавају сваку мануелну методу или свако физичко или механичко средство, материјал или опрему прикачену на лицу са менталним сметњама у психијатријској установи или стављену у његову близину које оно не може лако да уклони, а које му ограничава слободу покрета или нормални приступ своме телу, и које није стандардна терапија за његово психичко или физичко стање.
Физичко спутавање и изолација примењују се као:
Мануелно ограничење
Мануелно ограничење или моментални контакт је врста спутавања којим се лице са менталним сметњама наводи или преусмерава од потенцијалне опасности или евентуалне повреде, и који траје најдуже око 30 секунди.
Физичко органичење
Физичко органичење је  стално или продужено коришћење било којег дела тела лица са менталним сметњама у циљу спречавања, органичавања или потискивања покрета тела или дела тела неког другог лица, и које траје најдуже 30 секунди и није рефлексно, мануелно ограничено.
Механичко ограничење
Механичко ограничење је коришћење било којег средства у спречавању, ограничењу или смиривању покрета тела лица са менталним сметњама првенствено у циљу контроле његовог понашања, изузимајући коришћење одобреног механичког ограничења препорученог од стране психијатра за примену у одређеним тренуцима и на одређеним местима у терапијске сврхе – за изричито побољшање здравља и добробити и одобреног механичког ограничења од стране психијатра у циљу пружања подршке лицу са менталним сметњама да учествује у одређеним активностима свакодневног живота: приликом узимања оброка или у циљу омогућавања његовог безбедног транспорта, у складу са законом.
Изолација (затварање)
Изолација или затварање лица са менталним сметњама самог у собу, у било које доба дана или ноћи, при чему то лице не може да отвори врата и прозоре изнутра или затварање тог лица самог у собу, у било које доба дана или ноћи, при чему се врата или прозори закључавају споља.
Закључавање установе
Закључавање установе или „закључавања врата” које обухвата редовно закључавање спољашњих врата и прозора док су лица са менталним сметњама и запослени у згради, чиме се ограничава њихов улаз и излаз, односно закључавање врата и прозора, чиме се лице са менталним сметњама ограничава на кретање у одређеном делу зграде или простора. Закључавање установе током ноћи ради безбедности, не сматра се ограничењем.

### Хемијско спутавање (седација)
Хемијско спутавање или седација заснива се на примени седативних лекова којим се смањује раздражљивост, агресивност или узнемиреност, чиме се ограниче слободу кретања или да умирује агресивни пацијент.

## Примена
У медицинској пракси користи се много врста физичког спутавања:
- Веза са четири тачке, држачи за тело од тканине, лудачке кошуље се обично користе само привремено током психијатријских хитних случајева.

- Заштитне маске за спречавање пацијената да гризу као одмазду медицинским ауторитетима у ситуацијама када је познато да је пацијент насилан.

- Појасеви за крило и инвалидска колица, или тацне које се спајају преко предњег дела инвалидских колица тако да корисник не може лако да испадне, могу редовно да користе пацијенти са неуролошким поремећајима који утичу на равнотежу и кретање.

- Све четири бочне ограде у усправном положају на кревету могу се сматрати ограничењем.

- Заштитни прслуци и јакне могу се ставити на пацијента као и сваки други прслук. Обично имају дугу траку на сваком крају која се може везати иза столице или са стране кревета да би се спречиле повреде или да би се пацијенти подмирили за задовољавање основних потреба као што су јело и спавање. Посебни прслуци се обично користе код старијих пацијената који су у опасности од озбиљних повреда од пада.

- Ограничења за удове за спречавање нежељене активности на различитим удовима. Умотани су око зглобова или чланака и везани за бочну страну кревета, како би се спречило самоповређивање и повреда медицинског особља. Лисице су пример ограничења удова.

- Рукавице за спречавање гребања уобичајене су за новорођенчад, али се могу користити и на психијатријским пацијентима или пацијентима који успевају да искористе руке да пониште ограничења удова.

- Држање пацијентових руку доле на наслонима столице отпозади тако да друга особа може на силу да храни особу, често дете.[2]

## Праћење спутаних пацијената
Обавезе лекара
Надлежни лекар или психијатар, који је донео одлуку о примени мере физичког спутавања лица са менталним сметњама, дужан је да прати понашање тог лица, а нарочито знаке његове узнемирености:
- за време док траје мера физичког спутавања,
- два сата након обуставе примене мера спутавања.

Обавезе установе
Медиицинска установа у којој се примењује мера физичког спутавања лица са илим без менталних сметњи дужна је да обезбеди, током примене физичког спутавања мере посматрање виталних клиничких индикатора, као што су:
- пулс,

- дисање,

- телесна температура,
- изнокравање и дефекација.

## Супротстављени ставови
Европски комитет за спречавање мучења и нечовечног поступање или кажњавања (CPT)  у свом извештају објављеном 2006 године наводи...како пацијенте спутавају, често помоћу механичких фиксатора, желећи да их на тај начин казне због онога што се сматра рђавим понашањем или пак настојећи да на тај начин доведу до промене у њиховом понашању. У многим психијатријским установама које је CPT посетио, спутавању и ограничавању кретања пацијената прибегава се... зато што то одговара запосленом особљу; на тај начин се обезбеђују тешки пацијенти док се обављају други послови. Уобичајено објашњење које се притом износи делегацији CPT јесте да је, услед недостатка особља, неопходно прибећи спутавању пацијената.
Неколико агенција Уједињених нација квалификује ограничавање слободе као мучење . Поред специјалног известиоца УН за тортуру Хуана Мендеза, ову праксу и друге принудне медицинске мере оценио је и Комитет УН за заштиту права особа са инвалидитетом и позвао државе потписнице Конвенције УН против тортуре и Конвенција УН о правима особа са инвалидитетом да их забрани.
Поред тога, разне организације бивших психијатријских пацијената и организације за људска права жале се да су ограничења и повезано насиље окрутна и нехумана кршења људских права. Погођени наводе да, за разлику од психијатријске презентације, многи људи нису фиксирани као последње средство, већ радије, на пример, као средство кажњавања да би се спречило друштвено непожељно понашање или да би се пацијент учинио беспомоћним од даљих насилних интервенција, као што су присилни лекови. 
Такође се више пута наводи да су садистичка и произвољно мотивисана ограничења уобичајена у психијатријским болницама.
Чак и унутар психијатрије понекад постоје јаке резерве у погледу спутавања пацијената. Студије које испитују ефекте спутавања на оне који су погођени показују да она доводе до екстремног стреса и психичког оштећења за огромну већину пацијената.
Такође медиицинско особље мора имати у виду да код спутаног пацијента могу настти непосредне физичке опасности, чак и уз професионално правилно примењенаспутавања, због проблема са циркулацијом или отежано дисање, који могу чак довести до смрти спутане особе.

## Превенција злоупотреба
Да би се смањила злоупотреба везивања пацијенте на подношљив минимум неопходна је промена културе у многим психијатријским установама. У том погледу, то је од кључне важности за болничке управе. Ако управа болничке установе не изгради одговарајућу култури и ставове код болничког особља, и не понуди им алтернативе, све је већа шанса да у установи превлада већ устаљена пракса честог прибегавања средствима спутавања слобода кретања пацијената.